# Esgrima nos Jogos Pan-Americanos de 2023 - Florete por equipes feminino
O evento do florete por equipes feminino da esgrima nos Jogos Pan-Americanos de 2023 foi disputado em 2 de novembro de 2023 no Centro de Esportes Paralímpicos, localizado no cluster do Estádio Nacional. Um total de 24 esgrimistas de oito Comitês Olímpicos Nacionais (CON) participaram da competição.

## Calendário
Horário local (UTC−3).
| Data          | Hora  | Fase                                        |
| ------------- | ----- | ------------------------------------------- |
| 2 de novembro | 10:40 | Quartas de final                            |
| 2 de novembro | 12:40 | Semifinais Classificação 5º–8º lugar        |
| 2 de novembro | 13:40 | Disputa pelo 7º lugar Disputa pelo 5º lugar |
| 2 de novembro | 16:00 | Disputa pelo bronze                         |
| 2 de novembro | 18:00 | Final                                       |

## Medalhistas
|  | USA Estados Unidos                            |  | CAN Canadá                              |  | MEX México                                        |
|  | Jacqueline Dubrovich Lee Kiefer Zander Rhodes |  | Jessica Guo Sabrina Fang Eleanor Harvey |  | Nataly Michel Denisse Hernández Melissa Rebolledo |

## Resultados
A competição foi disputada em apenas um dia, no formato eliminatório direto, até a definição das medalhistas.
|  | Quartas de final   | Quartas de final |                    |    | Semifinais          | Semifinais          |  |  | Final | Final |
|  |                    |                  |                    |    |                     |                     |  |  |       |       |
|  |                    |                  |                    |    |                     |                     |  |  |       |       |
|  |                    |                  |                    |    |                     |                     |  |  |       |       |
|  | USA Estados Unidos | 45               |                    |    |                     |                     |  |  |       |       |
|  | USA Estados Unidos | 45               |                    |    |                     |                     |  |  |       |       |
|  | PER Peru           | 15               |                    |    |                     |                     |  |  |       |       |
|  | PER Peru           | 15               | USA Estados Unidos | 45 |                     |                     |  |  |       |       |
|  |                    |                  | USA Estados Unidos | 45 |                     |                     |  |  |       |       |
|  |                    | BRA Brasil       | 15                 |    |                     |                     |  |  |       |       |
|  | BRA Brasil         | BRA Brasil       | 15                 | 44 |                     |                     |  |  |       |       |
|  | BRA Brasil         |                  |                    | 44 |                     |                     |  |  |       |       |
|  | CHI Chile          | 37               |                    |    |                     |                     |  |  |       |       |
|  | CHI Chile          | 37               | USA Estados Unidos | 44 |                     |                     |  |  |       |       |
|  |                    |                  | USA Estados Unidos | 44 |                     |                     |  |  |       |       |
|  |                    | CAN Canadá       | 33                 |    |                     |                     |  |  |       |       |
|  | MEX México         | CAN Canadá       | 33                 | 44 |                     |                     |  |  |       |       |
|  | MEX México         |                  |                    | 44 |                     |                     |  |  |       |       |
|  | ARG Argentina      | 33               |                    |    |                     |                     |  |  |       |       |
|  | ARG Argentina      | 33               | MEX México         | 26 |                     |                     |  |  |       |       |
|  |                    |                  | MEX México         | 26 |                     |                     |  |  |       |       |
|  |                    | CAN Canadá       | 45                 |    | Disputa pelo bronze | Disputa pelo bronze |  |  |       |       |
|  | COL Colômbia       | CAN Canadá       | 45                 | 25 | Disputa pelo bronze | Disputa pelo bronze |  |  |       |       |
|  | COL Colômbia       |                  |                    | 25 |                     |                     |  |  |       |       |
|  | CAN Canadá         | 45               |                    |    |                     |                     |  |  |       |       |
|  | CAN Canadá         | 45               | BRA Brasil         | 40 |                     |                     |  |  |       |       |
|  |                    |                  |                    |    |                     |                     |  |  |       |       |
|  | MEX México         | 45               |                    |    |                     |                     |  |  |       |       |
|  | MEX México         | 45               |                    |    |                     |                     |  |  |       |       |

Classificação 5º–8º lugar
|  | Classificação 5º–8º | Classificação 5º–8º |                       |    | Disputa pelo 5º lugar | Disputa pelo 5º lugar |
|  |                     |                     |                       |    |                       |                       |
|  |                     |                     |                       |    |                       |                       |
|  |                     |                     |                       |    |                       |                       |
|  | CHI Chile           | 45                  |                       |    |                       |                       |
|  | CHI Chile           | 45                  |                       |    |                       |                       |
|  | PER Peru            | 27                  |                       |    |                       |                       |
|  | PER Peru            | 27                  | CHI Chile             | 45 |                       |                       |
|  |                     |                     | CHI Chile             | 45 |                       |                       |
|  |                     | ARG Argentina       | 38                    |    |                       |                       |
|  | COL Colômbia        | ARG Argentina       | 38                    | 31 |                       |                       |
|  | COL Colômbia        |                     |                       | 31 |                       |                       |
|  | ARG Argentina       | 45                  |                       |    |                       |                       |
|  | ARG Argentina       | 45                  | Disputa pelo 7º lugar |    |                       |                       |
|  |                     |                     |                       |    |                       |                       |
|  |                     |                     |                       |    |                       |                       |
|  |                     |                     |                       |    |                       |                       |
|  | PER Peru            | 45                  |                       |    |                       |                       |
|  | PER Peru            | 45                  |                       |    |                       |                       |
|  | COL Colômbia        | 29                  |                       |    |                       |                       |

## Classificação final
| Pos.              | CON                | Esgrimistas                                          |
| ----------------- | ------------------ | ---------------------------------------------------- |
| Medalha de ouro   | USA Estados Unidos | Jacqueline Dubrovich Lee Kiefer Zander Rhodes        |
| Medalha de prata  | CAN Canadá         | Jessica Guo Sabrina Fang Eleanor Harvey              |
| Medalha de bronze | MEX México         | Nataly Michel Denisse Hernández Melissa Rebolledo    |
| 4                 | BRA Brasil         | Ana Beatriz Bulcão Mariana Pistoia Carolina Fagundes |
| 5                 | CHI Chile          | Lisa Montecinos Katina Proestakis Arantza Inostroza  |
| 6                 | ARG Argentina      | Flavia Mormandi Lucía Ondarts Athina González        |
| 7                 | PER Peru           | Kusi Rosales Paola Gil Piñero Mariana Soriano        |
| 8                 | COL Colômbia       | Juliana Pineda María José Figueredo Tatiana Prieto   |